# RTFM
RTFM，是一個英文縮寫，意思是：「去讀那些他媽的手冊」（英語：Read The Fucking Manual），這句話通常用在回覆那些只要查閱文件就可以解決，拿出來提問只是浪費別人時間的問題。而為了避免這個縮寫單詞，因為用了「fuck」（他媽的）這個單詞而攻擊性、火藥味太重，RTFM也被解釋成「去讀那些愚蠢的手冊」（Read The Foolish Manual）；有的時候也解釋成「去讀那些友善的手冊」（Read The Friendly Manual）或「去讀那些寫得不錯的手冊」（Read The Fine Manual）。另外，有時候就乾脆把「F」拿掉，直接寫成RTM（去讀手冊，Read The Manual）。

## 起源
最早的起源被认为是出自LINPACK用户手册目录的一个章节“R.T.F.M.”。

## 衍生
在某些加入大英國協的國家中，許多黑客則傾向使用RTBM，同樣意指「去讀那些天殺的手冊」（英語：Read The Bloody Manual），原因是在這些國家中，bloody 與 fuck 一字同義，不過在美國則較少有這種用法。
與這個字類似的黑客用語還包括：
- RTFS ：「去讀該死的原始碼」（英語：Read The Fucking Source）
- RTFB ：「去讀該死的機器語言」（英語：Read The Fucking Binary），常常也以星際大戰中的台詞「用原力啊，路克」（英語：Use The Force, Luke）改寫成「用原始碼啊，路克」（Use The Source, Luke），而縮寫成 UTSL，這樣的寫法因為具有幽默的趣味，以及假設程式開發者並沒有提供完善的手冊，而降低使用 RTFM 一字時的攻擊性，特別是，在應用 RTFB 的場合，往往是因為程式執行檔案已經過於老舊，而且欠缺文件，唯一能夠瞭解程式的方法就是直接閱讀機器碼，使用太過攻擊性的詞彙，實在不妥。
- RTFE：「去读该死的错误」（英語：Read The Fucking Error）
- RTDA：“去看该死的文章”(英語：Read The Damn Article)。另外，在Slashdot網站上，也可以看到類似的RTFA（去讀天殺的文章），這個字用在回應某些沒有看清原文內容，就發表沒有關係的留言的人。
- STFW：“搜一下网络不行吗？”(英語：Search The Fucking Web)，在1996年開始在Usenet上也可以看到STFW（去搜尋天殺的網站吧）這類的字，另外一個版本是UTFG（去用天殺的Google搜尋一番吧）。中国大陆网络上的“操不百”（或写作“艹不百”，即“肏你妈，你不会百度吗？”的缩写）含义也与“RTFM”类似。